# Wu Chao
Wu Chao (chiń. 吴超; ur. 7 września 1987 w Jilin) – chiński narciarz dowolny, specjalizujący się w skokach akrobatycznych. W 2014 roku wystartował na igrzyskach olimpijskich Soczi zajmując 11. miejsce. Był też między innymi ósmy na mistrzostwach świata w Voss. Startuje w zawodach Pucharu Świata od sezonu 2001/2002. Najlepsze wyniki osiągnął w sezonie 2010/2011, kiedy to zajął 18. miejsce w klasyfikacji generalnej, a w klasyfikacji skoków akrobatycznych był siódmy.

## Osiągnięcia

### Igrzyska olimpijskie
| Miejsce | Dzień     | Rok  | Miejscowość | Konkurencja        | Zwycięzca     |
| ------- | --------- | ---- | ----------- | ------------------ | ------------- |
| 11.     | 17 lutego | 2014 | Soczi       | Skoki akrobatyczne | Anton Kusznir |

### Mistrzostwa świata
| Miejsce | Dzień    | Rok  | Miejscowość | Konkurencja        | Zwycięzca        |
| ------- | -------- | ---- | ----------- | ------------------ | ---------------- |
| 9.      | 4 marca  | 2009 | Inawashiro  | Skoki akrobatyczne | Ryan St. Onge    |
| 20.     | 4 lutego | 2011 | Deer Valley | Skoki akrobatyczne | Warren Shouldice |
| 8.      | 7 marca  | 2013 | Voss        | Skoki akrobatyczne | Qi Guangpu       |

## Puchar Świata

### Miejsca w klasyfikacji generalnej
- sezon 2001/2002: 152.
- sezon 2003/2004: 191.
- sezon 2004/2005: 129.
- sezon 2005/2006: 172.
- sezon 2006/2007: 99.
- sezon 2007/2008: 130.
- sezon 2008/2009: 180.
- sezon 2009/2010: 19.
- sezon 2010/2011: 18.
- sezon 2011/2012: -
- sezon 2012/2013: 118.
- sezon 2013/2014: 20.

### Miejsca na podium
1. Changchun – 19 grudnia 2009 (skoki akrobatyczne) – 3. miejsce
2. Beidahu – 17 grudnia 2010 (skoki akrobatyczne) – 3. miejsce
3. Pekin – 22 grudnia 2013 (skoki akrobatyczne) – 2. miejsce